# Messinská salinitní krize

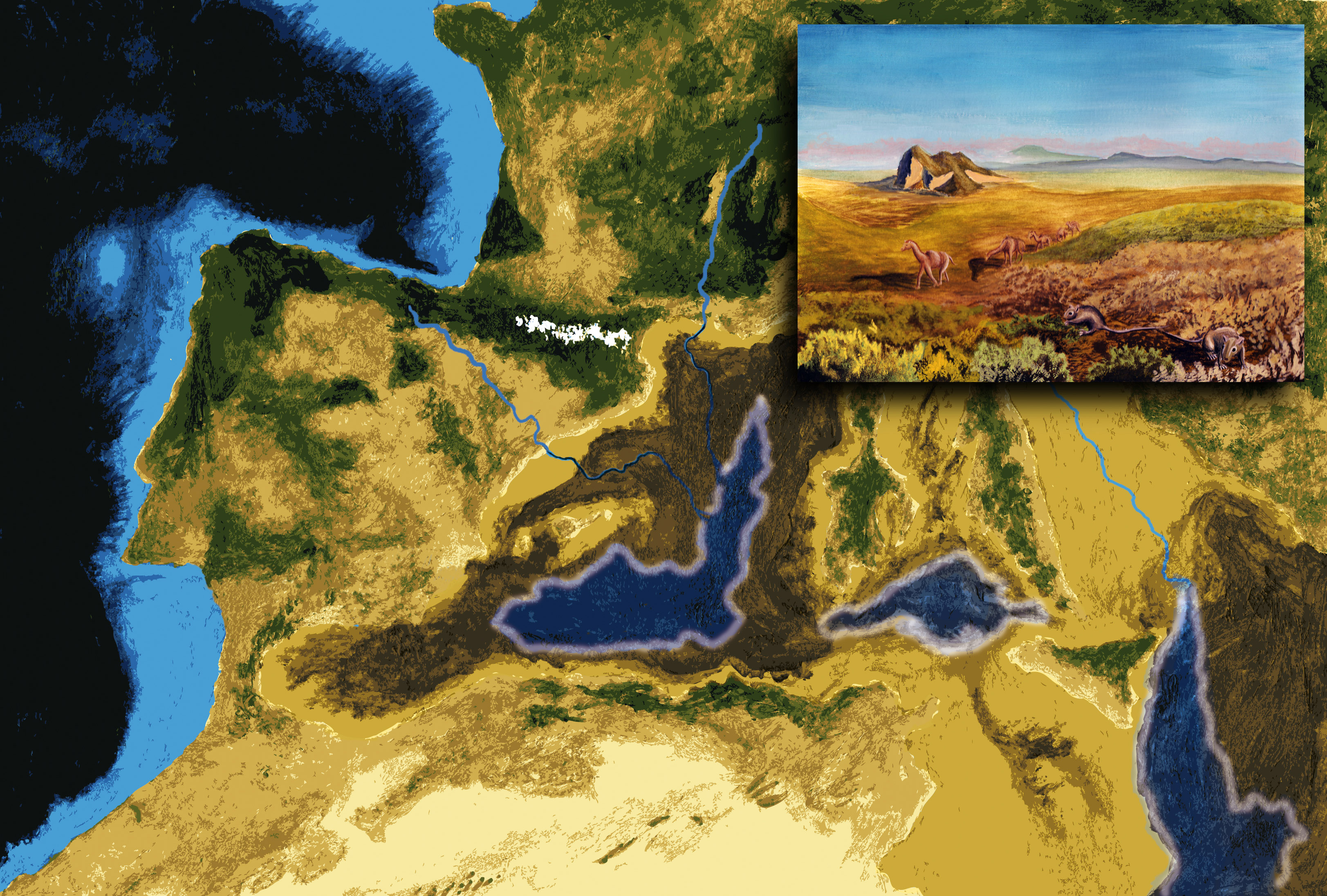
Umělecká rekonstrukce středozemní oblasti koncem miocénu

Messinská salinitní krize je označení pro událost, k níž došlo na konci miocénu, zhruba před pěti až šesti miliony let. V důsledku pohybu litosférických desek došlo k přehrazení Gibraltarského průlivu a Středozemní moře se stalo uzavřenou vodní plochou. V tehdejším velmi teplém a suchém klimatu byl výpar vyšší než přítok vody z řek a moře začalo vysychat. Postupně se středozemní pánev stala pouští ležící až tři kilometry pod hladinou světového oceánu, v níž se zachovalo pouze několik izolovaných jezer, pro která se používá označení Lago Mare. Koncentrace soli ve vodě byla tak vysoká, že neumožňovala život žádných vyšších organismů. Podoba této krajiny bývá srovnávána s okolím Mrtvého moře nebo jezera Assal.

## Historie teorie
Jako první přišel s teorií o messinské salinitní krizi švýcarský geolog Karl Mayer-Eymar, který si při vykopávkách v okolí Messiny všiml mimořádně silné vrstvy solných sedimentů a sádrovce odpovídající období pozdního miocénu.

## Ukončení krize
Krize skončila zhruba před 5,3 miliony let, kdy se podle teorie protrhla pevninská hráz v oblasti Gibraltaru a do kotliny začaly proudit vody Atlantiku („zancleánská potopa“). Na základě počítačových modelů se odhaduje, že v prvních měsících až dvou letech stoupala mořská hladina až o deset metrů denně a voda tekla rychlostí až 32 m/s. Jednalo se o jednu událost trvající méně než 16 let. Podle jiných teorií trvalo tisíce let, než se hladiny obou moří zcela vyrovnaly.

## V kultuře
Ve dvacátých letech 20. století přišel německý architekt Herman Sörgel s plánem nazvaným Atlantropa, který spočíval v postavení přehrady mezi Středozemním mořem a Atlantikem. Vypouštěná voda by poháněla hydroelektrárnu a velké plochy země odkryté poklesem hladiny Středozemního moře by se daly kolonizovat, což by vyřešilo problém přelidněné Evropy.
Wolfgang Jeschke umístil část děje svého vědeckofantastického románu Poslední den stvoření do období messinské krize.
Událostmi messinské salinitní krize a zancleánské potopy je inspirován díl Time komiksu xkcd.